# Amphiura semiermis
Amphiura semiermis är en ormstjärneart som beskrevs av George Richard Lyman 1869. Amphiura semiermis ingår i släktet Amphiura och familjen trådormstjärnor. Inga underarter finns listade i Catalogue of Life.